# Given Up
Given Up è un singolo del gruppo musicale statunitense Linkin Park, pubblicato il 3 marzo 2008 come quarto estratto dal terzo album in studio Minutes to Midnight.

## Descrizione
Inizialmente intitolato 21 Stitches, è il brano più pesante dell'album, caratterizzato nel bridge da uno scream di Chester Bennington di diciassette secondi prima del ritornello finale, da potenti riff di chitarra costanti nei ritornelli del brano e dal basso lungo le strofe. L'introduzione di Given Up è costituito da un tintinnio di chiavi realizzato da Brad Delson e da un costante battito di mani di Mike Shinoda.

## Video musicale
Il video, diretto da Mark Fiore, è stato reso disponibile su iTunes l'11 marzo 2008. Si tratta di un collage di immagini riprese durante i concerti del 28 e 29 gennaio 2008 alternati ai precedenti videoclip di alcuni singoli (One Step Closer, Papercut, Numb, Breaking the Habit e What I've Done).

## Tracce
CD promozionale (Europa, Stati Uniti), CD (Regno Unito), 7" (Regno Unito)
1. Given Up – 3:09

CD (Europa)
1. Given Up – 3:11
2. Valentine's Day (Live from Frankfurt Germany, Jan 20 '08) – 3:24

CD (Germania)
1. Given Up – 3:09
2. Given Up (Video) – 3:09

Download digitale
1. Given Up – 3:09
2. Valentine's Day (Live from Frankfurt Germany, Jan 20 '08) – 3:23
3. In Between (Live from London UK, Jan 29 '08) – 3:25

## Formazione
Hanno partecipato alle registrazioni, secondo le note di copertina di Minutes to Midnight:
Gruppo
- Chester Bennington – voce
- Rob Bourdon – batteria, cori
- Brad Delson – chitarra, cori
- Joe Hahn – giradischi, campionatore, cori
- Phoenix – basso, cori
- Mike Shinoda – voce, chitarra, pianoforte, tastiera

Produzione
- Rick Rubin – produzione
- Mike Shinoda – produzione
- Andrew Scheps – ingegneria del suono
- Ethan Mates – ingegneria del suono
- Dana Nielsen – ingegneria del suono
- Phillip Broussard, Jr. – assistenza tecnica
- Eric Talaba – ingegneria Pro Tools
- Neal Avron – missaggio
- George Gumbs – assistenza missaggio
- Nicolas Fournier – assistenza missaggio
- Dave Collins – mastering

## Classifiche
| Classifica (2008)             | Posizione massima |
| ----------------------------- | ----------------- |
| Germania                      | 53                |
| Regno Unito (rock & metal)    | 4                 |
| Stati Uniti                   | 99                |
| Stati Uniti (alternative)     | 4                 |
| Stati Uniti (mainstream rock) | 5                 |